# Tapír středoamerický
Tapír středoamerický (Tapirus bairdii), někdy též tapír Bairdův, je savec patřící do řádu lichokopytníků, čeledi tapírovitých.

## Popis
Tapír středoamerický je největší americký tapír: dospělý jedinec dorůstá až 2 m délky a hmotnosti 400 kg. Zbarvený je tmavě hnědě, tváře a hrdlo jsou světle šedožluté, ušní boltce mají bílé okraje.
Je býložravý, živí se pupeny a listy stromů a keřů a spadaným ovocem. Vyhledává vlhká místa, obývá mokřady a bažiny a mangrovové porosty, dále žije v tropickém deštném lese, monzunové opadavé lesy, mlžné lesy a parámo až do nadmořské výšky 3600 m n. m.
Tapír středoamerický žije samotářským způsobem života, ostatní jedince před vstupem do svého teritoria varuje ostrými hvizdy. Březost trvá asi 390–400 dní a samice rodí jedno mládě, které váží 5–8 kg a s matkou zůstává dva roky.

## Fotogalerie

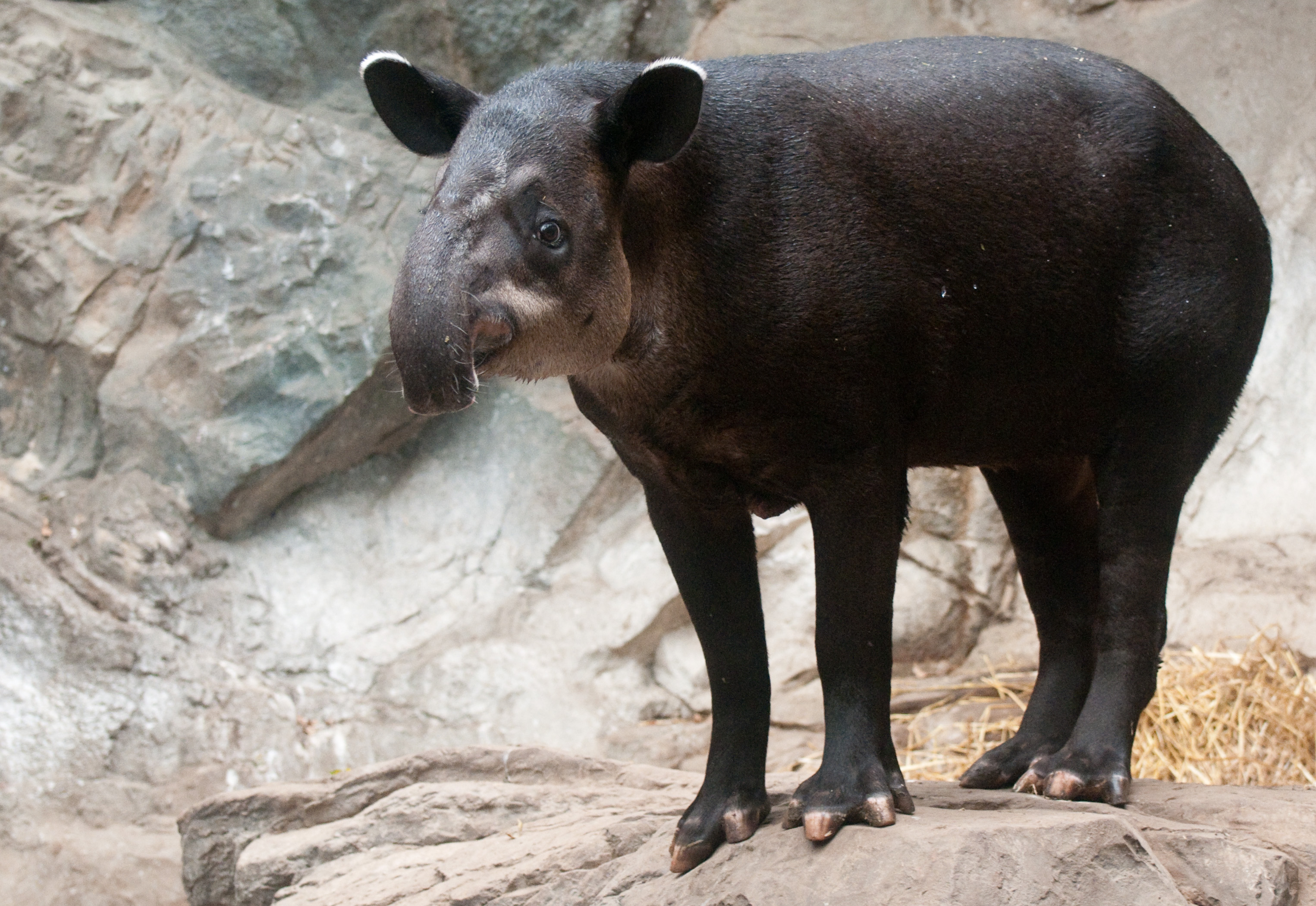
Tapír středoamerický ve Franklinské zoo v Bostonu
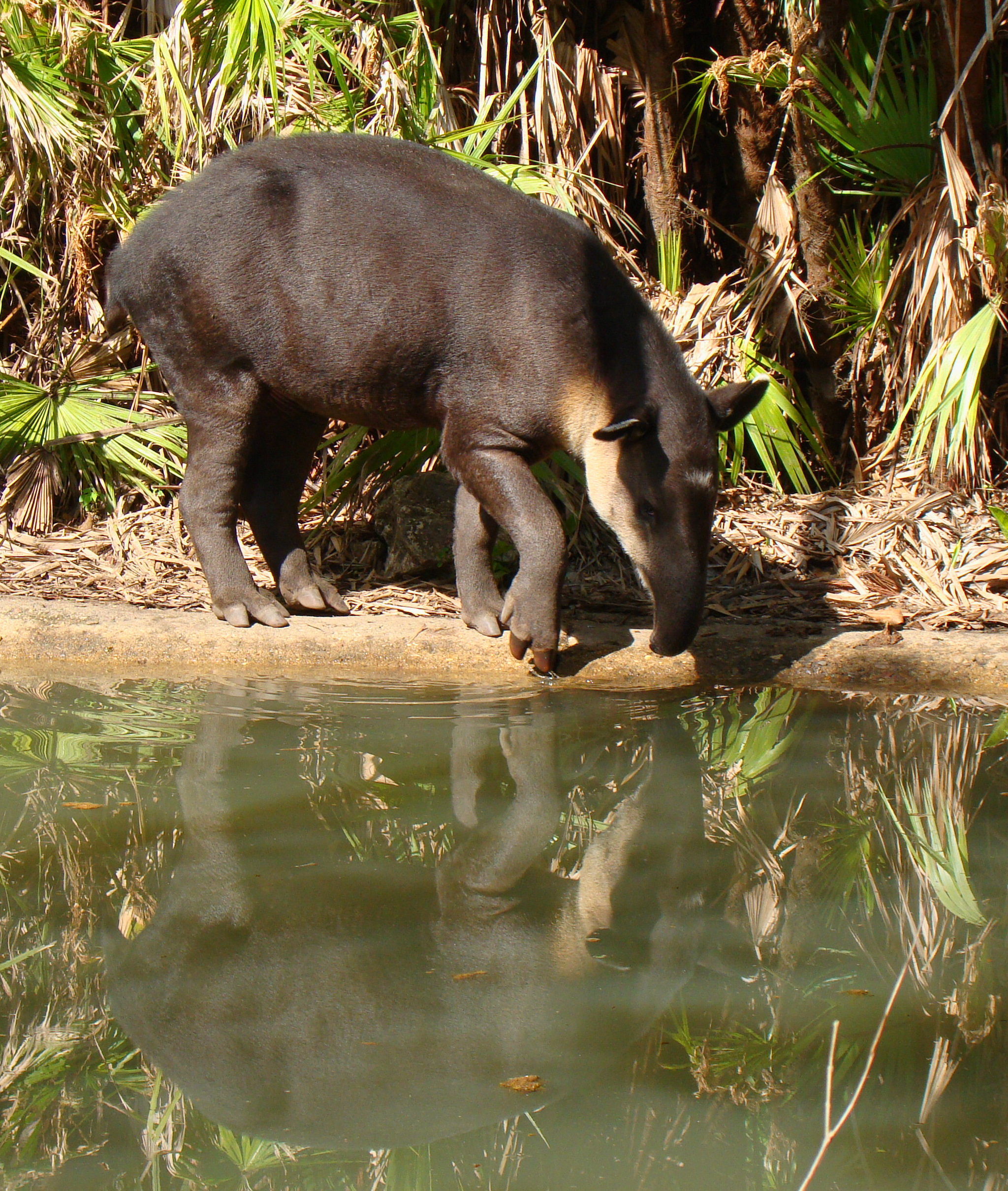
Tapír středoamerický v zoo v Belize